# 叶锋
叶锋（1916年11月—2014年3月5日），广东惠阳人，中华人民共和国政治人物。

## 簡歷
叶锋1936年7月在香港参加学生抗日救国会，同年10月加入中国共产党并参加革命工作。后加入广东人民抗日游击队三大队民运部主任，东江纵队二大队政治处主任、支队长，山东军区东江纵队第一队队长，华北军政大学一队支部委员。1949年5月后，任广东紫金县委书记、东江专署专员，后担任国家计委文教局局长。文化大革命中受到迫害。1975年5月，任中国银行驻港副总稽核。1981年9月，任新华社香港分社副社长。1985年12月离休。2014年3月5日在北京逝世，享年97岁。